# 河原敏明
河原 敏明（かわはら としあき、1921年 - ）は、日本の皇室ジャーナリスト。元拓殖大学客員教授。

## 人物・来歴
北海道旭川市生まれ。1935年（昭和10年）、東京府東京市（現在の東京都）に移住。明治大学専門部経営学科と東京教育大学文学部史学聴講課程に学ぶ。『婦人倶楽部』（講談社）増刊のグラフ誌『皇族画報』や『華族画報』に親しんだことが皇室に興味を抱くきっかけとなる。
1955年（昭和30年）、伊馬春部とともに執筆した原案をもとに脚本家の金貝省三がストーリーを執筆、長谷川公之が脚本化した『皇太子の花嫁』を、新東宝が小森白を監督に製作、同年4月5日に公開した。1952年（昭和27年）ごろから皇室ジャーナリストを自称するようになり、「皇室秘話」とされるエピソードの類を数多く発表する。
「三笠宮崇仁親王には双子の妹がおり、皇籍から存在を抹消され門跡寺院の尼僧になった」という説を繰り返し主張しているが、尼僧当人や、証言したとされる関係者には否定されている。
三笠宮自身も工藤美代子の取材で「あれはもう週刊誌に書かれたりして、宮内庁からも正式に抗議をしている」（『母宮貞明皇后とその時代―三笠宮両殿下が語る思い出』より）と明確に否定。三笠宮の出生時の体重は930匁（約3500グラム）で標準より重く、医学的見地からも双子の事実はないという。

## 著書
- 『天皇家の50年 激動の昭和皇族史』、講談社、1975年
- 『天皇裕仁の昭和史』、文藝春秋、1983年2月 - のち文庫、「昭和天皇とその時代」と改題
- 『悲劇の皇女 三笠宮双子説の真相』、ダイナミックセラーズ、1984年7月
- 『天皇陛下とっておきの話』、サンケイ出版、1984年1月 - のち文春文庫「昭和天皇とっておきの話」と改題
- 『美智子妃』、講談社、1987年10月 - のち文庫
- 『天皇家のお茶の間 にぎやかなご談笑が聞こえてくる』、イースト・プレス、1990年11月
- 『美智子皇后』、講談社、1990年10月 - のち文庫
- 『美智子さまのおことば 愛の喜び・苦悩の日々』、文春ネスコ、1991年11月 - のち講談社文庫
- 『昭和天皇の妹君 謎につつまれた悲劇の皇女』、ダイナミックセラーズ、1991年3月 - のち文春文庫
- 『美智子さまと皇族たち』、講談社、1992年10月 - のち+α文庫
- 『美智子皇后 心のアルバム』、講談社、1993年10月
- 『良子皇太后 美智子皇后のお姑さまが歩んだ道』、文春ネスコ、1993年3月 - のち文春文庫
- 『皇太子妃雅子さま』、講談社、1993年4月
- 『昭和と平成の皇太子妃』、講談社文庫、1993年5月
- 『美智子さまから雅子さまへ プリンセスへの道』、ネスコ、1993年6月
- 『天皇家三代の半世紀』、講談社、1994年3月
- 『雅子さまの愛と喜び』、講談社+α文庫、2001年12月 ISBN 4062565625
- 『昭和天皇の妹君―謎につつまれた悲劇の皇女』、文春文庫、2002年11月
- 『昭和の皇室をゆるがせた女性たち』、講談社、2004年9月 - のち+α文庫
- 『戦後60年、私が見てきた天皇家の愛と苦悩』、講談社、2005年10月
- 『愛と哀愁の「皇室」秘史』、講談社+α文庫、2006年6月
- 『天皇家の隠し子 謎につつまれた悲劇の皇女』、ダイナミックセラーズ、2011年1月

## フィルモグラフィ
- 『皇太子の花嫁』 : 監督小森白、原作金貝省三、原案伊馬春部、脚色長谷川公之、1955年 - 原案・伊馬と共同[3]

## 註
1. 1 2 3 4 5  『雅子さまの愛と喜び』、カバーの著者紹介。
2. ↑  『天皇家の50年』著者略歴。
3. 1 2  皇太子の花嫁、キネマ旬報映画データベース、2010年2月13日閲覧。
4. ↑  『昭和天皇の妹君 謎につつまれた悲劇の皇女』『天皇家の隠し子 謎につつまれた悲劇の皇女』など。

| スタブアイコン | サブスタブ | この項目は、まだ閲覧者の調べものの参照としては役立たない、文人（小説家・詩人・歌人・俳人・作詞家・作家・放送作家・随筆家（コラムニスト）・文芸評論家）に関連した書きかけの項目です。この項目を加筆・訂正などしてくださる協力者を求めています（P:文学/PJ:作家）。 |